# Malcom Edjouma
Malcom Sylas Edjouma Laouari (Tolosa, 8 ottobre 1996) è un calciatore francese naturalizzato marocchino, centrocampista dell'FCSB.

## Carriera
Nato in Francia da padre camerunese e madre marocchina, ha iniziato a giocare nelle giovanili di Paris Saint-Germain, Tolosa e Tolosa Fontaines. Fino al 2018, quando è stato acquistato dal Lorient, militante in seconda divisione, ha giocato in varie squadre della terza divisione francese in giù. Dopo aver giocato 3 partite con i naselli, è stato girato in prestito a Red Star e Chambly, entrambe in seconda divisione e successivamente al Viitorul Costanza, formazione della massima serie rumena. Nell'agosto del 2020 viene acquistato dai belgi del Roeselare, ma nel settembre successivo rimane svincolato a causa del fallimento della società. Rimasto svincolato per 5 mesi, firma con i rumeni del Botoșani, dove rimane per due mezze stagioni, prima di trasferirsi nel febbraio del 2022 all'FCSB.
Il 17 agosto 2023 passa in prestito con diritto di riscatto al Bari, militante nella Serie B italiana. Segna il suo primo gol in Italia e con la maglia biancorossa il 21 gennaio 2024 nella partita pareggiata per 2-2 contro l'Ascoli. Terminato il prestito al Bari, ritorna all'FCSB.

## Statistiche

### Presenze e reti nei club
Statistiche aggiornate al 28 dicembre 2024.
| Stagione             | Squadra              | Campionato           | Campionato | Campionato | Coppe nazionali | Coppe nazionali | Coppe nazionali | Coppe continentali | Coppe continentali | Coppe continentali | Altre coppe | Altre coppe | Altre coppe | Totale | Totale |
| Stagione             | Squadra              | Comp                 | Pres       | Reti       | Comp            | Pres            | Reti            | Comp               | Pres               | Reti               | Comp        | Pres        | Reti        | Pres   | Reti   |
| -------------------- | -------------------- | -------------------- | ---------- | ---------- | --------------- | --------------- | --------------- | ------------------ | ------------------ | ------------------ | ----------- | ----------- | ----------- | ------ | ------ |
| 2013-2014            | Balma                | CFA2                 | 7          | 1          | CF              | 0               | 0               |                    | -                  | -                  |             | -           | -           | 7      | 1      |
| 2014-2015            | Châteauroux 2        | CFA2                 | 4          | 0          |                 | -               | -               |                    | -                  | -                  |             | -           | -           | 4      | 0      |
| 2015-2016            | Châteauroux 2        | CFA2                 | 20         | 0          |                 | -               | -               |                    | -                  | -                  |             | -           | -           | 20     | 0      |
| Totale Châteauroux 2 | Totale Châteauroux 2 | Totale Châteauroux 2 | 24         | 0          |                 | -               | -               |                    | -                  | -                  |             | -           | -           | 24     | 0      |
| set. 2015            | Châteauroux          | N                    | 1          | 0          |                 | -               | -               |                    | -                  | -                  |             | -           | -           | 1      | 0      |
| 2016-2017            | Belfort              | N                    | 22         | 0          | CF              | 1               | 0               |                    | -                  | -                  |             | -           | -           | 23     | 0      |
| 2017-2018            | Concarneau           | N                    | 29         | 2          | CF              | 3               | 0               |                    | -                  | -                  |             | -           | -           | 32     | 2      |
| 2018-gen. 2019       | Lorient              | L2                   | 3          | 0          | CF+CdL          | 0+3             | 0+1             |                    | -                  | -                  |             | -           | -           | 6      | 1      |
| gen.-giu. 2019       | Red Star             | L2                   | 9          | 0          | CF+CdL          | -               | -               |                    | -                  | -                  |             | -           | -           | 9      | 0      |
| 2019-gen. 2020       | Chambly              | L2                   | 9          | 0          | CF+CdL          | 0+1             | 0               |                    | -                  | -                  |             | -           | -           | 10     | 0      |
| gen.-giu. 2020       | Viitorul Costanza    | L1                   | 3          | 0          | CR              | -               | -               |                    | -                  | -                  |             | -           | -           | 3      | 0      |
| feb.-giu. 2021       | Botoșani             | L1                   | 0          | 0          | CR              | 0               | 0               |                    | -                  | -                  |             | -           | -           | 0      | 0      |
| 2021-feb. 2022       | Botoșani             | L1                   | 22         | 4          | CR              | 1               | 0               |                    | -                  | -                  |             | -           | -           | 23     | 4      |
| Totale Botoșani      | Totale Botoșani      | Totale Botoșani      | 22         | 4          |                 | 1               | 0               |                    | -                  | -                  |             | -           | -           | 23     | 4      |
| feb.-giu. 2022       | FCSB                 | L1                   | 5+9        | 1+1        | CR              | -               | -               |                    | -                  | -                  |             | -           | -           | 14     | 2      |
| 2022-2023            | FCSB                 | L1                   | 25+8       | 8+2        | CR              | 0               | 0               |                    | -                  | -                  |             | -           | -           | 23     | 4      |
| lug.-ago. 2023       | FCSB                 | L1                   | 0          | 0          | CR              | 0               | 0               | UECL               | 3                  | 0                  |             | -           | -           | 3      | 0      |
| Totale FCSB          | Totale FCSB          | Totale FCSB          | 47         | 12         |                 | 0               | 0               |                    | 3                  | 0                  |             | -           | -           | 50     | 12     |
| ago. 2023-2024       | Bari                 | B                    | 22         | 2          | CI              | -               | -               |                    | -                  | -                  |             | -           | -           | 22     | 2      |
| 2024-2025            | FCSB                 | L1                   | 13         | 0          | CR              | 1               | 0               | UCL+UEL            | 5+2                | 3+0                | SCR         | 1           | 0           | 22     | 3      |
| Totale carriera      | Totale carriera      | Totale carriera      | 211        | 21         |                 | 10              | 1               |                    | 10                 | 3                  |             | 1           | 0           | 232    | 26     |

## Palmarès
- Supercoppa di Romania: 1

FCSB: 2024